# 怪猫菲力兹
《怪猫菲力兹》（英語：Fritz the Cat）是一部於1972年上映的美國成人動畫黑色喜劇電影。改编自罗伯特·克朗姆所创作的同名地下漫画，由拉爾夫·巴克希執導和編劇。主要配音員包括斯奇普·希南特、罗塞塔·勒诺瓦、约翰·麦卡里、朱迪·恩格斯和菲尔·苏林。電影故事的主要背景設定在1960年代中後期的紐約市，一隻油嘴滑舌、女人化和擅長欺詐的怪猫菲力兹，因弗里茨心血來潮決定輟學，與內城非裔烏鴉互動後，無意引發種族騷亂的故事。該片以擬人化動物角色生活為背景，諷刺了大學生活、種族關係和自由恋爱主义，以及對於反文化运动、政治革命和政治活動家的批評。
《怪猫菲力兹》的製作過程歷經多次波折，因為政治左翼的克朗姆與電影製作人在電影的政治內容上存在分歧，克朗姆認為這是對政治左派的批評。該部電影的製作預算為700,000美元，巴克希原本打算擴大動畫市場。然而克朗姆則將動畫設想為一種創作的媒介，能夠講述更具戲劇性、範圍更廣，多樣化、諷刺性的故事情節，從而引起成年人的共鳴。因此在《怪猫菲力兹》中對於褻瀆、性和吸毒的描述，尤其是大麻，引起了當時動畫行業的批評，他們指責巴克希試圖製作一部色情動畫電影，因為當時成人動畫的概念並未被廣泛理解，美國電影協會給這部電影一個X評級（相當於NC-17評級電影），使其成為第一部獲得該評級的美國動畫電影。
在1972年上映後，《怪猫菲力兹》獲得巨大的成功，獲得超過9000萬美元的全球票房，成為有史以來最成功的獨立電影之一。它在1970 年代因其諷刺、社會評論和動畫而贏得了廣泛的好評，儘管也引起了一些負面反應，指責它具有種族刻板印象和毫無重點的情節，並批評它對暴力、褻瀆、性的描繪。《怪猫菲力兹》的誕生，也對未來的成人動畫作品鋪平了道路，包括《辛普森一家》、《南方公園》和《蓋酷家庭》等。
續集《九命怪猫菲力兹》（1974）是在沒有克魯姆或巴克希參與的情況下製作的。

## 劇情
1960年代的纽约，猫菲力兹（Fritz）厌倦了他的学生生活。 相反，他更喜欢享受生活并找到自己。 他的搜寻不仅导致他参加野性派对和狂欢，而且导致了哈林区和想要摧毁电厂的恐怖组织的骚乱。

## 角色
- 斯奇普·希南特（英语：Skip Hinnant） 配音 菲力兹（Fritz）[6]
- 约翰·麦卡里 配音 公爵（Duke）[6]
- 罗塞塔·勒诺瓦 配音 贝尔塔（Big Bertha）[6]
- 拉尔夫·巴克希 配音 猪警察1（Pig Cop 1）[6]
- 菲尔·苏林（英语：Phil Seuling） 配音 猪警察2（Pig Cop 2）[6]

## 發行
電影於1972年4月12日在美國上映。

### 評價
電影的評價以正面居多。爛番茄基於21條評論，新鮮度57%，平均評分5.40／10。Metacritic得分54。

## 外部連結
- 互联网电影数据库（IMDb）上《怪猫菲力兹》的资料（英文）
- AllMovie上《怪猫菲力兹》的资料（英文）
- 大卡通資料庫上《怪猫菲力兹》的資料（英文）

- TCM电影资料库上《怪猫菲力兹》的资料（英文）
- 爛番茄上《怪猫菲力兹》的資料（英文）
- Metacritic上《怪猫菲力兹》的資料（英文）
- 时光网上《怪猫菲力兹》的資料（简体中文）
- 豆瓣电影上《怪猫菲力兹》的資料 （简体中文）